# Біле Блото (Серпецький повіт)
Біле Блото (пол. Białe Błoto) — село в Польщі, у гміні Серпць Серпецького повіту Мазовецького воєводства.
Населення — 176 осіб (2011).
У 1975-1998 роках село належало до Плоцького воєводства.

## Демографія
Демографічна структура станом на 31 березня 2011 року:
|          | Загалом | Допрацездатний вік | Працездатний вік | Постпрацездатний вік |
| -------- | ------- | ------------------ | ---------------- | -------------------- |
| Чоловіки | 94      | 22                 | 59               | 13                   |
| Жінки    | 82      | 13                 | 49               | 20                   |
| Разом    | 176     | 35                 | 108              | 33                   |